# Hrabstwo Knox (Ohio)
Hrabstwo Knox (ang. Knox County) – hrabstwo w stanie Ohio w Stanach Zjednoczonych. Obszar całkowity hrabstwa obejmuje powierzchnię 529,53 mil2 (1 371,49 km²). Według danych z 2010 r. hrabstwo miało 60 921 mieszkańców. Hrabstwo powstało 1 marca 1808 roku i nosi imię Henry’ego Knoxa – pierwszego sekretarza wojny Stanów Zjednoczonych.

## Sąsiednie hrabstwa
- Hrabstwo Richland (północ)
- Hrabstwo Ashland (północny wschód)
- Hrabstwo Holmes (północny wschód)
- Hrabstwo Coshocton (wschód)
- Hrabstwo Licking (południe)
- Hrabstwo Delaware (południowy zachód)
- Hrabstwo Morrow (północny zachód)

## Miasta
- Mount Vernon

## Wioski
- Centerburg
- Danville
- Fredericktown
- Gambier
- Gann
- Martinsburg

## CDP
- Apple Valley
- Bladensburg
- Howard